# Orszoł paskowany
Orszoł paskowany (Trichius gallicus) – gatunek chrząszcza z rodziny poświętnikowatych i podrodziny kruszczycowatych. Występuje w Europie i północno-zachodniej Afryce. Larwy rozwijają się w martwym drewnie drzew liściastych. Imagines odwiedzają kwiaty krzewów i bylin, zwykle w pobliżu lasów.

## Taksonomia
Gatunek ten po raz pierwszy został opisany między 1766 a 1778 przez J.E. Voeta pod nazwą Scarabaeus rosaceus, jednak autor ten nie trzymał się w swojej pracy stosowania nazewnictwa binominalnego, w związku z czym uznaje się tę nazwę w świetle Międzynarodowego Kodeksu Nomenklatury Zoologicznej za niedostępną (unavaiable). Epitet gatunkowy rosaceus, po wcześniejszej synonimizacji, przywrócił w 1891 E.G. Kraatz (już w rodzaju Trichius) i to on uznawany jest za autora nazwy. Jednak w 1821 P.F.M.A. Dejean opisał ten gatunek pod nazwą Trichius gallicus i tę nazwę uznaje się za obowiązującą, a Trichius rosaceus za młodszy synonim. W 1831 E.F. Germar opisał Trichius zonatus, którego obecnie uznaje się za sardyński podgatunek T. gallicus. Uporządkowania nazewnictwa i wyznaczenia lektotypu T. g. zonatus dokonał dopiero w 2012 F.-T. Krell, natomiast we wcześniejszej literaturze gatunek ten często występuje pod nazwami T. zonatus i T. rosaceus.

## Opis
Chrząszcz o ciele długości od 10 do 14 mm. Na czarnych: głowie, przedpleczu, tarczce, pygidium i spodzie ciała występuje gęste, żółte owłosienie, a na przedpleczu i pygidium także białokremowe, aksamitne plamy. Pokrywy mają tło żółtopomarańczowe do brunatnożółtego z przyciemnionym szwem oraz czarny wzór z plam o zmiennej formie i układzie. U samca piąty sternit odwłoka zawsze ma poprzeczną, białą plamę, czasem przerwaną pośrodku. Samicę można odróżnić od orszoła prążkowanego i T. sexualis po prostym brzegu zewnętrznym szóstego sternitu i jednocześnie pygidium niewciętym na wierzchołku, ale płytko wgłębionym przed nim. Samiec różni się od wspomnianych gatunków ząbkami na bokach paramer, a od T. sexualis także węższym aparatem kopulacyjnym w widoku grzbietowym.

## Biologia, ekologia i występowanie
Owad o słabo poznanej bionomii. Larwy są saproksylofagami. Przechodzą rozwój w rozkładającym się drewnie drzew liściastych. Owady dorosłe spotkać można od maja do lipca w takich miejscach jak brzegi lasów i śródleśne łąki. W Czechach odnotowane na torowiskach kolejowych. Odwiedzają kwiaty krzewów takich jak róża dzika, tawuły, bzy i jeżyny oraz niektórych bylin, np. świerzbnicy polnej i selerowatych. Łowione bywają w pułapki Moerickego i pułapki Malaise’a.
Wskutek mylenia z innymi orszołami jest to gatunek o słabo rozpoznanym rozmieszczeniu. Znany z północno-zachodniej Afryki, Portugalii, Hiszpanii, Francji, Belgii, Luksemburgu, Holandii, Wielkiej Brytanii, Niemiec, Szwajcarii, Włoch, Czech, Polski, Słowacji, Ukrainy, Rumunii, Bułgarii i północnej Albanii. W Polsce pewne doniesienia pochodzą z Poznania, Łodzi i dwóch stanowisk na Pomorzu. Podgatunek T. g. zonatus jest endemitem Sardynii.
W 2002 orszoł ten znalazł się na Czerwonej liście zwierząt ginących i zagrożonych w Polsce jako gatunek zagrożony o statusie słabo rozpoznanym (DD – Data Deficient). W 2005 umieszczony został na „Czerwonej liście gatunków zagrożonych Republiki Czeskiej. Bezkręgowce” jako gatunek krytycznie zagrożony. Na Europejskiej czerwonej liście chrząszczy saproksylicznych z 2010 figuruje jako gatunek najmniejszej troski (LC – Least Concern).